# Университет Тулуза 1
Университет Тулуза 1 Капитолий — французский университет, относится к академии Тулузы. Основан в 1968 году.

## История
Вследствие майских волнений 1968 году указом Эдгара Фора университет Тулузы, как и многие французские университеты, расформирован на более мелкие: Тулуза 1, Тулуза 2 и Тулуза 3. Изначально университет называется Тулуза 1 социальные науки согласно специализации университета в области права, экономики и менеджмента. В 2007 году создаётся научный фонд имени Жан Жака Лаффонта и открывается Тулузская школа экономики, ныне являющаяся лидером по экономическим исследованиям во Франции и имеющая международное призвание. В 2009 году университет переименован в Университет Тулуза 1 Капитолий. В 2011 году произошло поглощение факультета экономики Тулузской школой экономики.

## Структура
В состав университета входит 4 факультета, 3 институт и Тулузская школа экономики при факультете экономики.
Факультеты:
- Факультет права
- Факультет экономики, с 2011 года Тулузская школа экономики[англ.].
- Факультет администрирования и коммуникаций.
- Факультет информатики.

Институты:
- Институт администрирования предприятий.
- Институт юриспруденции.
- Университетский институт технологии города Родез.